# Portrait de Louis-Auguste Schwiter
Le Portrait de Louis-Auguste Schwiter est un portrait réalisé entre 1826 et 1830 par Eugène Delacroix du fils d'Henri César Auguste Schwiter. Il a appartenu à Edgar Degas avant d'être acquis en 1918 par la National Gallery de Londres, qui le possède toujours.
Louis-Auguste Schwiter était apparenté à Jean-Baptiste Pierret, ami intime de Delacroix.
Le portait, réalisé en 1826, fut proposé par Delacroix au Salon de 1827, mais il fut refusé. Delacroix le reprit alors et l'acheva en 1830.